# Vindtunnel
En vindtunnel er et forskningsværktøj, som bruges til at studere luft som strømmer forbi faste legemer. Især fly og bilers aerodynamik og luftmodstand bliver testet i vindtunneler, under udviklingen af forskellige modeller.